# Zeritis sorhagenii
Zeritis sorhagenii is een vlinder uit de familie van de Lycaenidae. De wetenschappelijke naam van de soort is voor het eerst geldig gepubliceerd in 1879 door Hermann Dewitz.
De soort komt voor in Congo-Kinshasa, Angola, Zambia en Botswana.